# Brian Connelly
Brian Connelly (né le 10 juin 1986 à Bloomington, dans l'État du Minnesota aux États-Unis) est un joueur professionnel de hockey sur glace évoluant à la position de défenseur.

## Biographie
Joueur jamais réclamé lors d'un repêchage de la Ligue nationale de hockey, c'est à titre d'agent libre qu'il rejoignît en 2009 l'organisation des Blackhawks de Chicago après un séjour de trois saisons avec les Tigers de Colorado College. Il s'aligne alors avec les IceHogs de Rockford avec qui il disputa ses 200 premières parties au niveau professionnel.
Le 27 février 2012, il se voit être échangé aux Flames de Calgary en retour de l'attaquant Brendan Morrison. Connelly rejoint alors le club affilié aux Flames dans la Ligue américaine de hockey, le Heat d'Abbotsford. Récoltant 52 points lors de la saison 2011-2012, il obtient une place dans la deuxième équipe d'étoiles.
Le 6 juillet 2012, il s'entend pour deux saisons en tant qu'agent libre avec le Wild du Minnesota. Il ne joue qu'au niveau de la LAH durant son passage avec ces derniers avant d'être échangé le 26 février 2014 aux Blackhawks de Chicago en retour du vétéran Brad Winchester.

## Statistiques
| Saison    | Équipe                     | Ligue   |                   | Saison régulière  | Saison régulière  | Saison régulière  | Saison régulière  | Saison régulière  |                   | Séries éliminatoires | Séries éliminatoires | Séries éliminatoires | Séries éliminatoires | Séries éliminatoires |
| Saison    | Équipe                     | Ligue   | PJ                | B                 | A                 | Pts               | Pun               | PJ                | B                 | A                    | Pts                  | Pun                  |                      |                      |
| 2004-2005 | Storm de Tri-City          | USHL    | 20                | 0                 | 3                 | 3                 | 12                | 9                 | 0                 | 1                    | 1                    | 2                    |                      |                      |
| 2005-2006 | Storm de Tri-City          | USHL    | 54                | 3                 | 9                 | 12                | 16                | 5                 | 1                 | 0                    | 1                    | 0                    |                      |                      |
| 2006-2007 | Tigers de Colorado College | WCHA    | 35                | 2                 | 15                | 17                | 22                | -                 | -                 | -                    | -                    | -                    |                      |                      |
| 2007-2008 | Tigers de Colorado College | WCHA    | 41                | 3                 | 16                | 19                | 32                | -                 | -                 | -                    | -                    | -                    |                      |                      |
| 2008-2009 | Tigers de Colorado College | WCHA    | 38                | 3                 | 24                | 27                | 46                | -                 | -                 | -                    | -                    | -                    |                      |                      |
| 2008-2009 | IceHogs de Rockford        | LAH     | 9                 | 1                 | 2                 | 3                 | 6                 | 3                 | 0                 | 0                    | 0                    | 2                    |                      |                      |
| 2009-2010 | IceHogs de Rockford        | LAH     | 78                | 4                 | 31                | 35                | 28                | 4                 | 0                 | 3                    | 3                    | 2                    |                      |                      |
| 2010-2011 | IceHogs de Rockford        | LAH     | 80                | 11                | 41                | 52                | 39                | -                 | -                 | -                    | -                    | -                    |                      |                      |
| 2011-2012 | IceHogs de Rockford        | LAH     | 44                | 5                 | 31                | 36                | 16                | -                 | -                 | -                    | -                    | -                    |                      |                      |
| 2011-2012 | Heat d'Abbotsford          | LAH     | 28                | 1                 | 15                | 16                | 10                | -                 | -                 | -                    | -                    | -                    |                      |                      |
| 2012-2013 | Aeros de Houston           | LAH     | 54                | 5                 | 34                | 39                | 14                | 5                 | 1                 | 3                    | 4                    | 4                    |                      |                      |
| 2013-2014 | Wild de l'Iowa             | LAH     | 50                | 5                 | 27                | 32                | 18                | -                 | -                 | -                    | -                    | -                    |                      |                      |
| 2013-2014 | IceHogs de Rockford        | LAH     | 16                | 3                 | 5                 | 8                 | 4                 | -                 | -                 | -                    | -                    | -                    |                      |                      |
| 2014-2015 | Leksands IF                | SHL     | 48                | 2                 | 10                | 12                | 10                | 5                 | 0                 | 1                    | 1                    | 0                    |                      |                      |
| 2015-2016 | EC Red Bull Salzbourg      | EBEL    | 51                | 2                 | 25                | 27                | 28                | 18                | 1                 | 5                    | 6                    | 12                   |                      |                      |
| 2016-2017 | Dornbirner EC              | EBEL    | 36                | 3                 | 21                | 24                | 20                | -                 | -                 | -                    | -                    | -                    |                      |                      |
| 2017-2018 | Dornbirner EC              | EBEL    | 44                | 3                 | 29                | 32                | 24                | -                 | -                 | -                    | -                    | -                    |                      |                      |
| 2018-2019 | Dornbirner EC              | EBEL    | 52                | 2                 | 23                | 25                | 22                | -                 | -                 | -                    | -                    | -                    |                      |                      |
| 2019-2020 | Nottingham Panthers        | EIHL    | 46                | 5                 | 19                | 24                | 20                | -                 | -                 | -                    | -                    | -                    |                      |                      |
| 2020-2021 | EHC Lustenau               | Alps HL | 36                | 1                 | 32                | 33                | 37                | 9                 | 0                 | 6                    | 6                    | 2                    |                      |                      |
| 2021-2022 | EHC Lustenau               | Alps HL | Saison en cours ? | Saison en cours ? | Saison en cours ? | Saison en cours ? | Saison en cours ? | Saison en cours ? | Saison en cours ? | Saison en cours ?    | Saison en cours ?    | Saison en cours ?    |                      |                      |

## Honneurs et trophées
- 2010-2011 : match des étoiles de la LAH
- 2011-2012 : 
  - match des étoiles de la LAH
  - nommé dans la deuxième équipe d'étoiles de la LAH
- 2015-2016 : champion d'Autriche avec le EC Red Bull Salzbourg

## Transactions en carrière
- 23 mars 2009 : signe en tant qu'agent libre avec les Blackhawks de Chicago.
- 27 février 2012 : échangé par les Blackhawks aux Flames de Calgary en retour de Brendan Morrison.
- 6 juillet 2012 : signe en tant qu'agent libre avec le Wild du Minnesota.
- 26 février 2014 : échangé par le Wild aux Blackhawks de Chicago en retour de Brad Winchester.